# Erik Lihm
Erik Edvin Lihm, född 18 maj 1949 i Malungs församling, är en svensk keyboardist. 
Lihm började i dansbandet Vikingarna 1984 och är idag kapellmästare i bandet.  Han bildade dansbandet Erik Lihms 2002. År 2008 tilldelades han Guldklaven som "Årets keyboardist". År 2005 var han nominerad i samma kategori, men vann inte.
Tillsammans med Rita Saxmark skrev han låten "Vår tid är nu", som framfördes av Lotta & Anders Engbergs orkester på albumet En gång till 1990. Lihm har skrivit drygt 70 låtar som bland annat spelats in av Vikingarna, Curt Haagers, Matz Bladhs, Kellys, Sten & Stanley, Erland Hagegård, Thory Bernhards med flera.
Han var under februari-mars månad 2011 deltagare i Halv åtta hos mig på TV4.
Sedan hösten 2012 turnerar han med Ann-Cathrine Wiklander. Tidigare har han haft ett samarbete med Kerstin Forslund.